# Budapest Stoneface
A Budapest Stoneface 2009 októberében alakult paintballcsapat.

## Jelenlegi keret
- Dán Balázs
- Keszler Pál
- Lacza Levente
- Macsotai Balázs
- Romhányi Zoltán
- Szőke József

Edző: Tóth Ákos

## Eredmények

### 2009
- Várárok kupa                 1,3. hely
- Bullets X3                          4. hely
- Paintball 23 kupa            1. hely

### 2010
- Magyar Paintball Liga     4. hely
- Patriots Kupa                   1. hely
- Szlovák paintball liga      2. hely
- Magyar Paintball Liga     3. hely
- Várárok Kupa                1-3. hely
- Magyar Paintball Liga     2. hely
- Magyar Paintball Liga     1. hely

### 2011
- Magyar Paintball Liga  1. forduló   1. hely
- Magyar Paintball Liga 2. forduló     3. hely
- Magyar Paintball Liga 4. forduló     2. hely
- Magyar Paintball Liga összesített 2. hely
- Slovak Paintball Liga      2. hely[1]